# Barry Sanders
Barry Sanders (Wichita, 16 luglio 1968) è un ex giocatore di football americano statunitense che ha militato per tutta la carriera per i Detroit Lions della National Football League (NFL).
Si ritirò quando era a breve distanza dal record per il maggior numero di yard corse in carriera, posizionandosi al terzo posto nella classifica di tutti i tempi dopo Emmitt Smith e Walter Payton, senza aver mai disputato un Super Bowl. Sanders è membro della Hall of Fame sia a livello di college che a livello professionistico. È considerato uno dei migliori running back di tutti i tempi.

## Carriera universitaria
Sanders al college giocò a football con gli Oklahoma State Cowboys, squadra rappresentativa dell'Università statale dell'Oklahoma. Nei primi due anni fu la riserva del running back All-American Thurman Thomas. Nella sua terza e ultima stagione divenne titolare e vinse il prestigioso Heisman Trophy, il premio riservato al miglior giocare universitario dell'anno.
Statistiche al college
|      |         | Corse | Corse | Corse | Corse | Corse | Corse | Ricezioni | Ricezioni | Ricezioni | Ricezioni |
| Anno | Squadra | P     | Ten   | Yard  | Media | Y/P   | TD    | Ric       | Yard      | Max       | TD        |
| ---- | ------- | ----- | ----- | ----- | ----- | ----- | ----- | --------- | --------- | --------- | --------- |
| 1986 | OSU     |       | 74    | 325   | 4.4   |       | 2     | 0         | 0         | 0         | 0         |
| 1987 | OSU     |       | 111   | 622   | 5.6   |       | 8     | 4         | 59        |           | 1         |
| 1988 | OSU     | 12    | 373   | 2 850 | 7.6   | 237.5 | 42    | 19        | 106       |           | 2         |
|      | Total   |       | 558   | 3 797 | 5.9   |       | 52    | 23        | 165       |           | 3         |

Fonte: Sports Reference.com

## Carriera professionistica
I Detroit Lions scelsero Sanders come terzo assoluto nel Draft NFL 1989, grazie al consiglio dell'allora allenatore Wayne Fontes. La dirigenza dei Lions stava considerando di scegliere un altro Sanders, il cornerback Deion Sanders, ma Fontes li convinse a puntare su Barry. Al giocatore fu offerto di indossare il numero 20, precedentemente appartenuto a due grandi giocatori dei Lions del passato, Lem Barney e Billy Sims; quest'ultimo era stato uno dei migliori running back della lega agli inizi degli anni ottanta.
Malgrado ci fossero delle incertezze riguardo alla sua taglia, alla fine questi dubbi si rivelarono infondati. Sanders era troppo rapido per essere fermato con colpi violenti e troppo forte per essere trascinato a terra. Malgrado fosse alto solo 1,70 m, il suo peso forma era di 91 chili distribuito sulle gambe eccezionalmente grandi e muscolose, le quali provvedevano a una rapida accelerazione e a un basso baricentro; questo peso era lo stesso di Walter Payton ed era solamente poco più basso della media per un running back della lega.

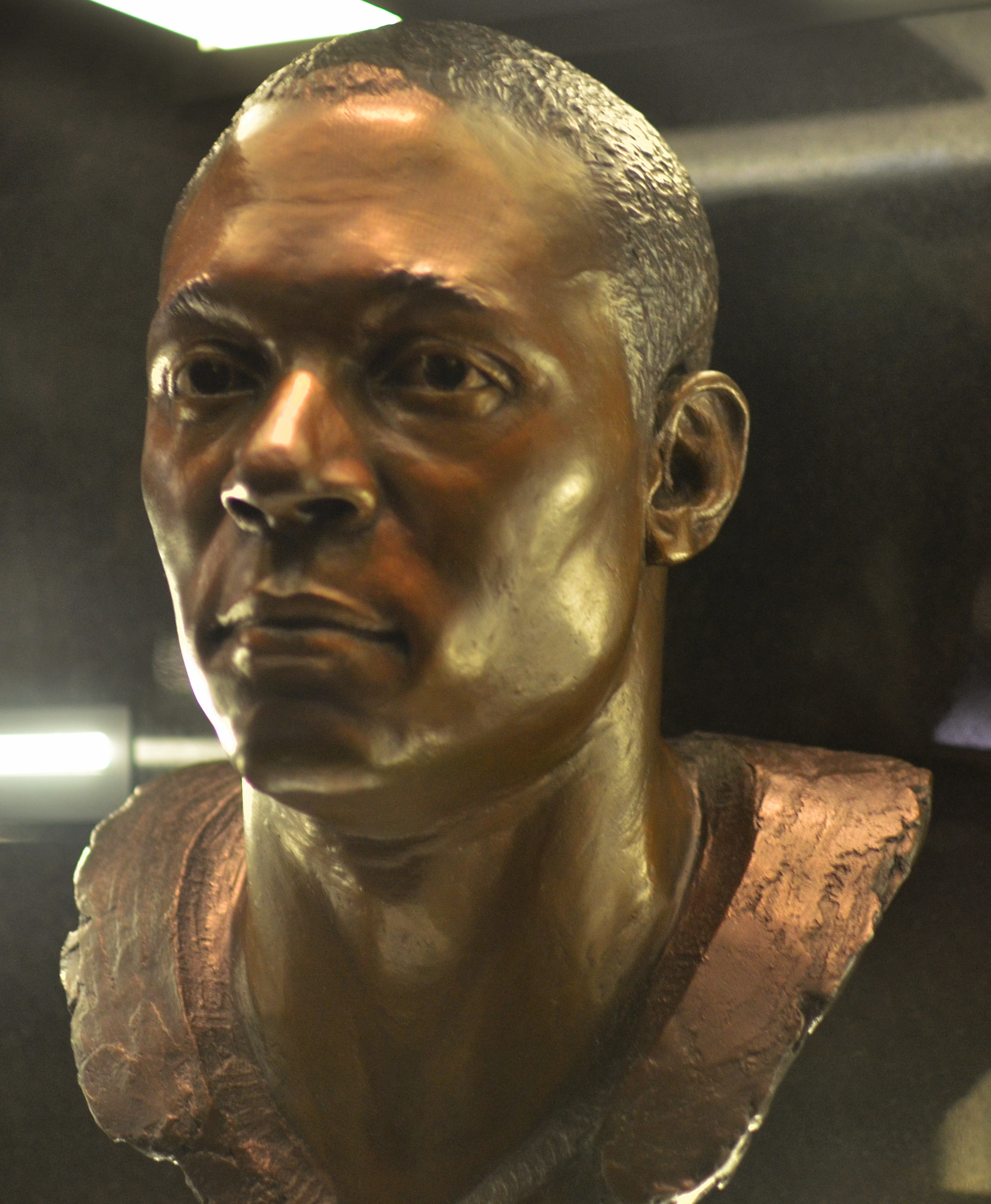
Il busto di Barry Sanders alla Pro Football Hall of Fame

Contrariamente a molte altre stelle della sua epoca, Sanders era noto per la sua umiltà in campo. Malgrado il suo stile di gioco eccitante, Sanders raramente fu visto esultare troppo in campo dopo un touchdown. Al contrario egli preferiva consegnare il pallone a un arbitro e congratularsi coi propri compagni di squadra.
Nel 1989 Sanders saltò il training camp del suo anno da rookie a causa di una disputa contrattuale. Il suo primo possesso nella stagione regolare fu una corsa da 18 yard mentre già al quarto segnò un touchdown. La sua stagione terminò al secondo posto nella lega per yard corse e touchdown, dopo aver preferito non tornare in campo nell'ultima giornata di stagione regolare quando gli bastavano sole 10 yard per aggiudicarsi la classifica delle yard corse (vinta poi da Christian Okoye). Sanders fu premiato come rookie offensivo dell'anno.
Barry fu l'arma offensiva principale dei Lions che raggiunsero i playoff cinque volte negli anni novanta (1991, 1993, 1994, 1995 e 1997). Detroit vinse il titolo della NFC Central division nel 1991 e nel 1993, stabilendo nel 1991 il record di franchigia con 12 vittorie.
Nel 1994 Sanders corse 1 883 yard a una media di 5,7 yard a possesso. Inoltre ricevette 283 yard, portandolo a un totale di 2 166 yard guadagnate dalla linea di scrimmage quell'anno, venendo premiato come giocatore offensivo dell'anno. L'anno successivo, Sanders corse 1.500 yard e ne ricevette 398. Nel 1996 Sanders corse 1.553 yard e un minimo in carriera di 147 yard ricevute.
La miglior stagione di Sanders fu quella del 1997 quando divenne membro del club delle 2.000 yard corse in una stagione. Dopo aver guadagnato solo 53 yard in 25 possessi nelle prime due gare, Sanders corse il record NFL di 14 gare consecutive da oltre cento yard, incluse 2 gare da oltre 200 yard, arrivando a un totale di 2.053. Barry divenne all'epoca solamente il terzo giocatore a raggiungere le 2.000 yard stagionali e il primo da O.J. Simpson a correrne duemila in un arco di 14 gare consecutive. Fu il primo running back a correre 1.500 yard in cinque stagioni diverse e il primo a farlo per quattro stagioni consecutive. Alla fine della stagione, Sanders condivise il premio di MVP della NFL col quarterback dei Green Bay Packers Brett Favre.
Nell'ultima stagione di Sanders nella NFL, il 1998, egli corse 1.491 yard, concludendo la sua striscia di quattro stagioni consecutive da almeno 1.500 yard.
Malgrado i suoi successi individuali, i Lions non raggiunsero mai il Super Bowl durante gli anni di Sanders con la squadra. La volta in cui si avvicinarono di più fu nel 1991. Aiutati dalle 1.855 yard totali guadagnate da Sanders e dai suoi 17 touchdown nella stagione regolare, nei playoff superarono i Dallas Cowboys 38–6 nel secondo turno di playoff, la quale rimane l'unica vittoria di Detroit nei playoff dalla vittoria sui Cleveland Browns nella finale del campionato NFL del 1957. I Lions persero coi Washington Redskins 41–10 nella finale della NFC, con Sanders che fu tenuto a sole 59 yard totali in quella partita.
Nei suoi dieci anni di carriera, fu sempre convocato per il Pro Bowl, venne inserito nel First-team All-Pro otto volte nei periodi 1989–1991 e 1993–1997 e nel Second-team All-Pro due volte nel 1992 e 1998.

## Palmarès

### Individuale
- MVP della NFL: 1

1997 (condiviso con Brett Favre)
- Miglior giocatore offensivo dell'anno della NFL: 2

1994, 1997
- Convocazioni al Pro Bowl: 10

1989, 1990, 1991, 1992, 1993, 1994, 1995, 1996, 1997, 1998
- First-team All-Pro: 8

1989, 1990, 1991, 1993, 1994, 1995, 1996, 1997
- Second-team All-Pro: 2

1992, 1998
- Rookie offensivo dell'anno della NFL: 1

1989
- NFL Alumni Running back dell'anno: 1

1997
- PFWA All-Rookie Team - 1989

- Bert Bell Award: 2

1991, 1997
- Formazione ideale della NFL degli anni 1990
- Classificato al #17 tra i migliori cento giocatori di tutti i tempi da NFL.com
- Leader della NFL in yard corse: 4

1990, 1994, 1996, 1997
- Leader della NFL in touchdown su corsa: 1

1991
- Club delle 2.000 yard corse in una stagione
- Club delle 10.000 yard corse
- Numero 20 ritirato dai Detroit Lions
- Heisman Trophy - 1988
- Formazione ideale del 100º anniversario della NFL
- Pro Football Hall of Fame (Classe del 2004)
- College Football Hall of Fame (Classe del 2003)

## Statistiche
| Anno-età          | Corse      | Corse       | Corse | Corse   |  | Ricezioni | Ricezioni | Ricezioni | Ricezioni |  | Totale      | Totale    |
| Anno-età          | Ten        | Yard        | Media | TD      |  | Ric       | Yard      | Media     | TD        |  | Yard        | TD        |
| ----------------- | ---------- | ----------- | ----- | ------- |  | --------- | --------- | --------- | --------- |  | ----------- | --------- |
| 1989 - 21         | 280        | 1 470²      | 5.3   | 142†    |  | 24        | 282       | 11.8      | 0         |  | 1,752³      | 14        |
| 1990 - 22         | 255        | 1 304¹      | 5.1   | 13³     |  | 36        | 480       | 13.3      | 3         |  | 1 784²      | 16¹       |
| 1991 - 23         | 342²       | 1 548²      | 4.5   | 16¹     |  | 41        | 307       | 7.5       | 1         |  | 1 855²      | 17¹       |
| 1992 - 24         | 3123†      | 1 352       | 4.3   | 9       |  | 29        | 225       | 7.8       | 1         |  | 1 577       | 10        |
| 1993 - 25         | 243        | 1 115       | 4.6   | 3       |  | 36        | 205       | 5.7       | 0         |  | 1 320       | 3         |
| 1994 - 26         | 331        | 1 883¹      | 5.7   | 7       |  | 44        | 283       | 6.4       | 1         |  | 2 166¹      | 8         |
| 1995 - 27         | 314        | 1 500²      | 4.8   | 11      |  | 48        | 398       | 8.3       | 1         |  | 1 898²      | 12        |
| 1996 - 28         | 307        | 1 553¹      | 5.1   | 11      |  | 24        | 147       | 6.1       | 0         |  | 1 700³      | 11        |
| 1997 - 29         | 335        | 2 053¹      | 6.1   | 113†    |  | 33        | 305       | 9.2       | 3         |  | 2 358¹      | 14³       |
| 1998 - 30         | 343        | 1 491       | 4.3   | 4       |  | 37        | 289       | 7.8       | 0         |  | 1 780       | 4         |
| Totale (all-time) | 3 062 (4º) | 15 269 (3º) | 5.0   | 99 (8º) |  | 352       | 2 921     | 8.3       | 10        |  | 18 190 (4º) | 109 (10º) |